# Aurelio González Benítez
Aurelio Ramón González Benítez, (Luque, 25 de septiembre de 1905-9 de julio de 1997) apodado «El Gran Capitán», fue un futbolista y entrenador paraguayo que jugó como delantero. Integró la selección de fútbol de Paraguay, con la que obtuvo el subcampeonato y fue goleador del Campeonato Sudamericano 1929, y figura entre sus máximos anotadores históricos. Detuvo su carrera deportiva para participar en la guerra del Chaco (1932-1935). A nivel de clubes, ganó varios campeonatos con el Club Olimpia. Tras su retiro, dirigió en distintas etapas a la selección paraguaya, incluida la campaña en la que participó en la Copa Mundial de la FIFA 1958 y donde alcanzó el tercer lugar en el Campeonato Sudamericano de 1959. Es considerado uno de los futbolistas más destacados en la historia del país,

## Trayectoria
Es considerado por una gran mayoría como el segundo mejor futbolista paraguayo de todos los tiempos, con 200 goles, 
por detrás de Arsenio Erico. González comenzó su carrera en el Club Marte Atlético de su ciudad natal, uno de los tres clubes que luego, al fusionarse, dieron vida al Club Sportivo Luqueño, en 1921, y entonces pasó a jugar allí. Pero por su gran calidad, fue transferido al Olimpia donde se consolidó como un delantero fenomenal e ídolo de los aficionados.

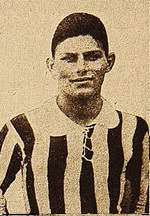
González en 1924.

## Selección nacional

### Como jugador
Fue parte de la selección de fútbol de Paraguay que participó de la Copa Mundial de 1930 en Uruguay. Un año antes, había jugado el Campeonato Sudamericano realizado en Buenos Aires, Argentina, en el que se consagró máximo goleador del torneo, alcanzando su equipo el segundo lugar.

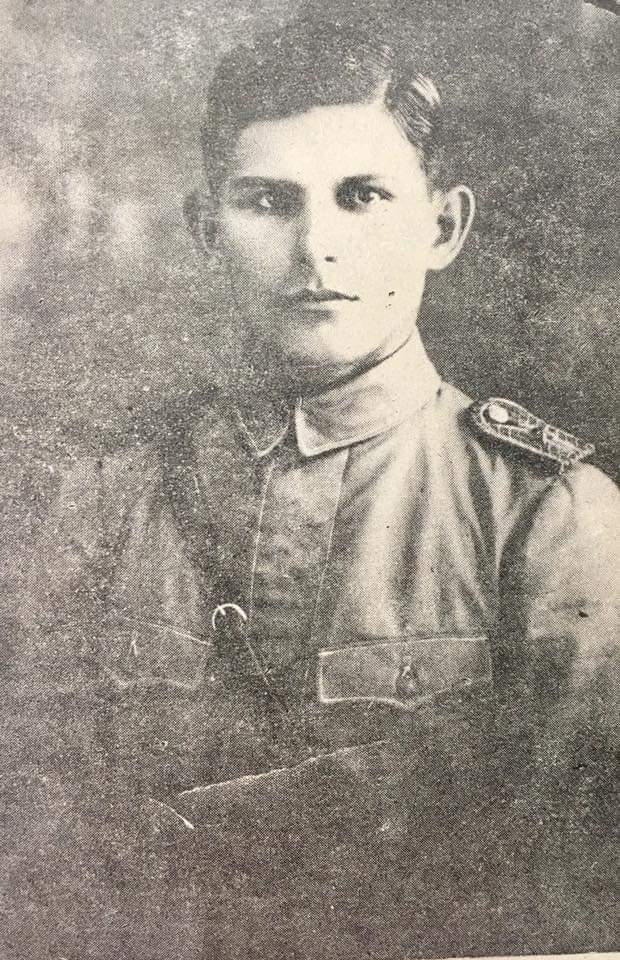
González, listo para la guerra.

Luego del mundial recibió una oferta millonaria para jugar en el San Lorenzo de Almagro de la Argentina, pero González rechazó la oferta para combatir por Paraguay en la guerra del Chaco.
Convirtió un total de 11 goles en 15 partidos con la selección paraguaya.

## Como entrenador
Al culminar su carrera como futbolista, Aurelio González Benítez se dedicó a la dirección técnica, destacándose al clasificar a la selección paraguaya para la Copa Mundial de la FIFA 1958. Con un total de 57 encuentros como entrenador, fue durante muchos años el técnico con más partidos dirigidos en la historia de la selección nacional, siendo superado únicamente por el argentino Gerardo Martino, quien dirigió 72 encuentros. Si se incluyen los encuentros del Torneo Preolímpico Sudamericano de 1968 realizado en Colombia, la suma total de partidos dirigidos por González alcanza los 63.
González condujo a Paraguay a su clasificación para el mundial de 1958, logrando una destacada victoria sobre Uruguay por 5-0 el 14 de julio de ese mismo año. Durante el mundial, Paraguay jugó en el grupo junto a Francia, Escocia y Yugoslavia, pero no logró avanzar más allá de la primera ronda.
Además, González dirigió al Club Olimpia, Club River Plate y el Club Sportivo Luqueño. Con Olimpia, ganó varios campeonatos de la Primera División de Paraguay y llegó a la final de la primera edición de la Copa Libertadores en 1960. En Sportivo Luqueño, logró el ascenso a Primera División en 1968 ayudando en la formación de jugadores y dirección técnica de manera ad honorem, en gratitud y por amor al club que lo vio nacer.

## Clubes

### Como jugador
| Club             | País     | Año       |
| ---------------- | -------- | --------- |
| Sportivo Luqueño | Paraguay | 1920-1927 |
| Olimpia          | Paraguay | 1927-1940 |

## Palmarés

### Como jugador

#### Títulos nacionales
| Título               | Club    | País     | Año  |
| -------------------- | ------- | -------- | ---- |
| Campeonato Paraguayo | Olimpia | Paraguay | 1927 |
| Campeonato Paraguayo | Olimpia | Paraguay | 1928 |
| Campeonato Paraguayo | Olimpia | Paraguay | 1929 |
| Campeonato Paraguayo | Olimpia | Paraguay | 1931 |
| Campeonato Paraguayo | Olimpia | Paraguay | 1936 |
| Campeonato Paraguayo | Olimpia | Paraguay | 1937 |
| Campeonato Paraguayo | Olimpia | Paraguay | 1938 |

## Distinciones individuales

### Como jugador
| Distinción                                       | Año  |
| ------------------------------------------------ | ---- |
| Máximo goleador del Campeonato Sudamericano 1929 | 1929 |

## Fallecimiento
Aurelio González falleció en Luque, el 9 de julio de 1997, a los 91 años de edad.